# Ritterlingsverwandte
Die Ritterlingsverwandten (Tricholomataceae) sind eine große, kosmopolitisch verbreitete Familie in der Ordnung der Champignonartigen (Agaricales). 

## Merkmale
Sie bilden in der Regel Fruchtkörper, die in Hut und einen zentral stehenden Stiel gegliedert sind. Die Lamellen sind am Stiel angeheftet bis breit angewachsen. Die Hüte der Ritterlingsverwandten sind meist gebuckelt bis gewölbt, zuweilen auch spitzkegelig und nur bei wenigen Ausnahmen niedergedrückt. Das Sporenpulver ist hell, die Sporen sind hyalin, glatt und nicht amyloid.

## Systematik
Die Ritterlingsverwandten umfassten nach früherer Auffassung etwa 2500 Arten in rund 100 Gattungen (107 nach Bollmann, Gminder und Reil). Einige davon werden nach aktuelleren Erkenntnissen zu anderen Familien gezählt. Folgende Gattungen gehören beispielsweise zur Familie der Ritterlingsverwandten:
- Gattung Trichterlinge – Clitocybe
- Gattung Sklerotienrüblinge – Collybia
- Gattung Rötelritterlinge – Lepista
- Gattung Schleierritterlinge – Leucocortinarius
- Gattung Krempentrichterlinge – Leucopaxillus
- Gattung Nabelinge – Omphalina
- Gattung Röteltrichterlinge – Paralepista
- Gattung Paralepistopsis
- Gattung Ritterlinge – Tricholoma